# Liste des Commonwealth Heritage in New South Wales
Die Liste des Commonwealth Heritage listet alle Objekte in New South Wales auf, die in die Commonwealth Heritage List aufgenommen wurden. Grundlage der Liste ist der Environment Protection and Biodiversity Conservation Act aus dem Jahr 1999. Bis November 2004 wurden in dem Bundesstaat 58 Stätten in die Liste aufgenommen.
- Cape Byron Lighthouse, Byron Bay
- Hunter River Lancers Training Depot, Armidale
- Mulwala Homestead Precinct, Mulwala
- Junee Post Office
- Hay Post Office
- Forbes Post Office
- Montague Island Lighthouse, außerhalb von Narooma
- Goulburn Post Office
- Fort Scratchley Group, Newcastle East
- Fort Scratchley (oberirdische Gebäude), Newcastle East
- Nobbys Lighthouse, Newcastle East
- Fort Wallace, Stockton
- Williamtown RAAF Base Group, Williamtown RAAF
- Murinbin House Group, Broke
- Sugarloaf Point Lighthouse, Seal Rocks
- Point Perpendicular Lightstation, Currarong
- Beecroft Peninsula, Currarong
- Cockatoo Island, Sydney Harbour
- School of Musketry und Offiziersmesse, Randwick Army Barracks
- ehemaliges Sydney Customs House, Sydney
- Malabar Headland, Malabar
- General Post Office, Sydney
- Victoria Barracks Precinct, Paddington
- Gazebo, Potts Point
- Pyrmont Post Office, Pyrmont
- Former Commonwealth Naval Store Building
- Garden Island Precinct
- Reserve Bank
- Cliff House, Watsons Bay
- Macquarie Lighthouse Group, Vaucluse
- ehemalige Marine Biological Station, Watsons Bay
- Shark Point Battery, Vaucluse
- Barracks Group HMAS Watson, Watsons Bay
- Woolwich Dock, Woolwich
- North Head Artillery Barracks, Manly
- Defence Site — Georges Heights and Middle Head, Georges Heights
- Kirribilli House Garden & Grounds, Kirribilli
- Kirribilli House
- Admiralty House and Lodge, Kirribilli
- Admiralty House Garden und Schutzanlagen
- Customs Marine Centre, Neutral Bay
- Shale Woodland Llandilo, Shanes Park
- Lancer Barracks Precinct, Parramatta
- Lancer Barracks
- Thornton Hall und Umgebung, Penrith
- Orchard Hills Cumberland Plain Woodland, Orchard Hills
- North Base Trig Station, Richmond RAAF Base
- RAAF Base, Richmond
- Ingleburn Army Camp, Ingleburn Village
- Prefabricated Cottages, Ingleburn Village
- Old Army / Internment Camp Group, Holsworthy
- Cubbitch Barta National Estate Area
- Defence National Storage and Distribution Centre, Moorebank
- Villawood Immigration Centre, Villawood
- Cape Baily Lighthouse, Kurnell
- Spectacle Island Explosives Complex, Drummoyne
- Snapper Island, außerhalb von Drummoyne
- Smoky Cape Lighthouse, South West Rocks